# Kritische Bildungstheorie
Die Kritische Bildungstheorie ist eine Denkrichtung, die der affirmativen Vervielfältigungsweise der bürgerlichen Gesellschaft kritisch gegenübersteht.

## Positionen
Bildung ist nach dem Begründer Heinz-Joachim Heydorn (1916–1974) der Prozess, in dem der einzelne Mensch als Subjekt in seine eigene Geschichte eintritt. Bildung ist nach Heydorn der Ausgang aus der Unmündigkeit und sie soll den Menschen dazu befähigen, sich politisch und solidarisch zu verhalten. Dazu gehören auch die ästhetischen Erfahrungen, in welchen das Subjekt sich seiner selbst bewusst wird. Die Bildungstheorie kritisiert unter anderem das bestehende dreigliedrige Schulsystem, das die dreigliedrige Klassenstruktur der Gesellschaft reproduziert. Die Kritische Bildungstheorie ist nach ihren Begründern geeignet, Herrschaft, Widersprüche und dialektische Verhältnisse aufzudecken.
Weitere wichtige Vertreter der kritischen Bildungstheorie sind unter anderem Gernot Koneffke, Peter Euler und Ludwig A. Pongratz.